# Christian II của Đan Mạch

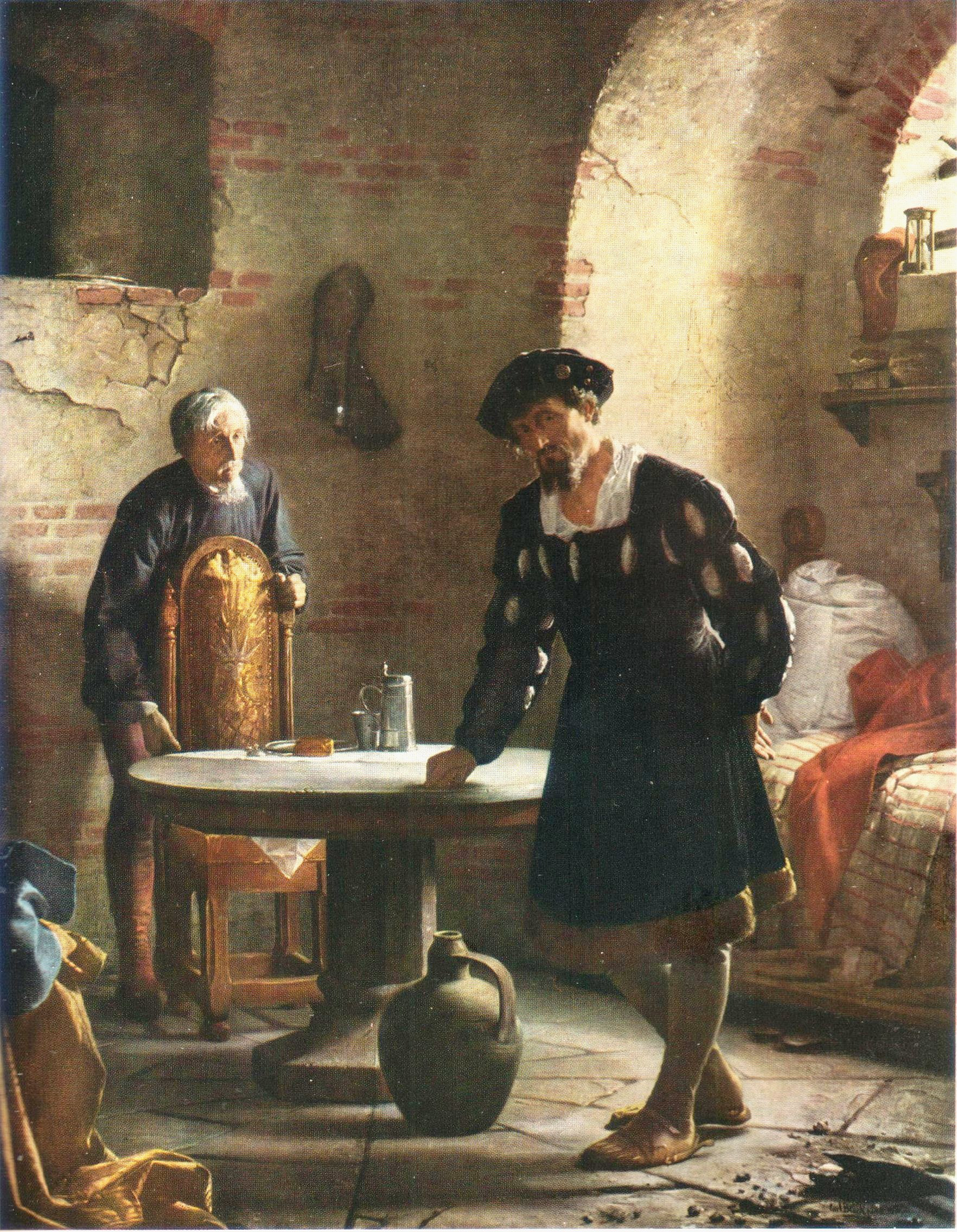
Christian II tại Lâu đài Sønderborg, tranh của Carl Bloch, 1871.

Christian II (1 tháng 7 năm 1481 – 25 tháng 1 năm 1559) là một vị quân chủ Scandinavia thuộc Liên minh Kalmar, ông cai trị với tư cách là Vua Đan Mạch và Na Uy từ 1513 đến 1523, vua của Thụy Điển từ 1520 đến 1521. Từ năm 1513 đến năm 1523, ông đồng thời là Công tước Schleswig và Holstein cùng cai trị với chú Frederik.